# Chauffage
 (mai 2017).
Si vous disposez d'ouvrages ou d'articles de référence ou si vous connaissez des sites web de qualité traitant du thème abordé ici, merci de compléter l'article en donnant les références utiles à sa vérifiabilité et en les liant à la section « Notes et références ».
Le chauffage est l'action de transmettre de l'énergie thermique à un objet, à un matériau ou à l'air ambiant. On distingue le chauffage à des fins de confort thermique domestique et le chauffage à des fins industrielles (chauffage de pièces mécaniques, de procédés industriels, etc.).
Le confort thermique, en thermique du bâtiment, est assuré principalement par le chauffage des locaux et volumes de vie ainsi que par le chauffage de l'eau (eau chaude sanitaire, voire eaux de piscines). Le chauffage à des fins de confort est utilisé pour maintenir ou améliorer les conditions d'une ambiance agréable pour les êtres vivants, dans les espaces clos constituant les lieux de vie (bâtiments, habitacles de moyens de transports, piscines, etc.).
Un système de chauffage consomme de l'énergie sous une forme et la restitue sous forme de chaleur.
Par extension, le terme chauffage désigne aussi tous les systèmes destinés à assurer l'augmentation de température d'une pièce à vivre ou d'un processus de fabrication.

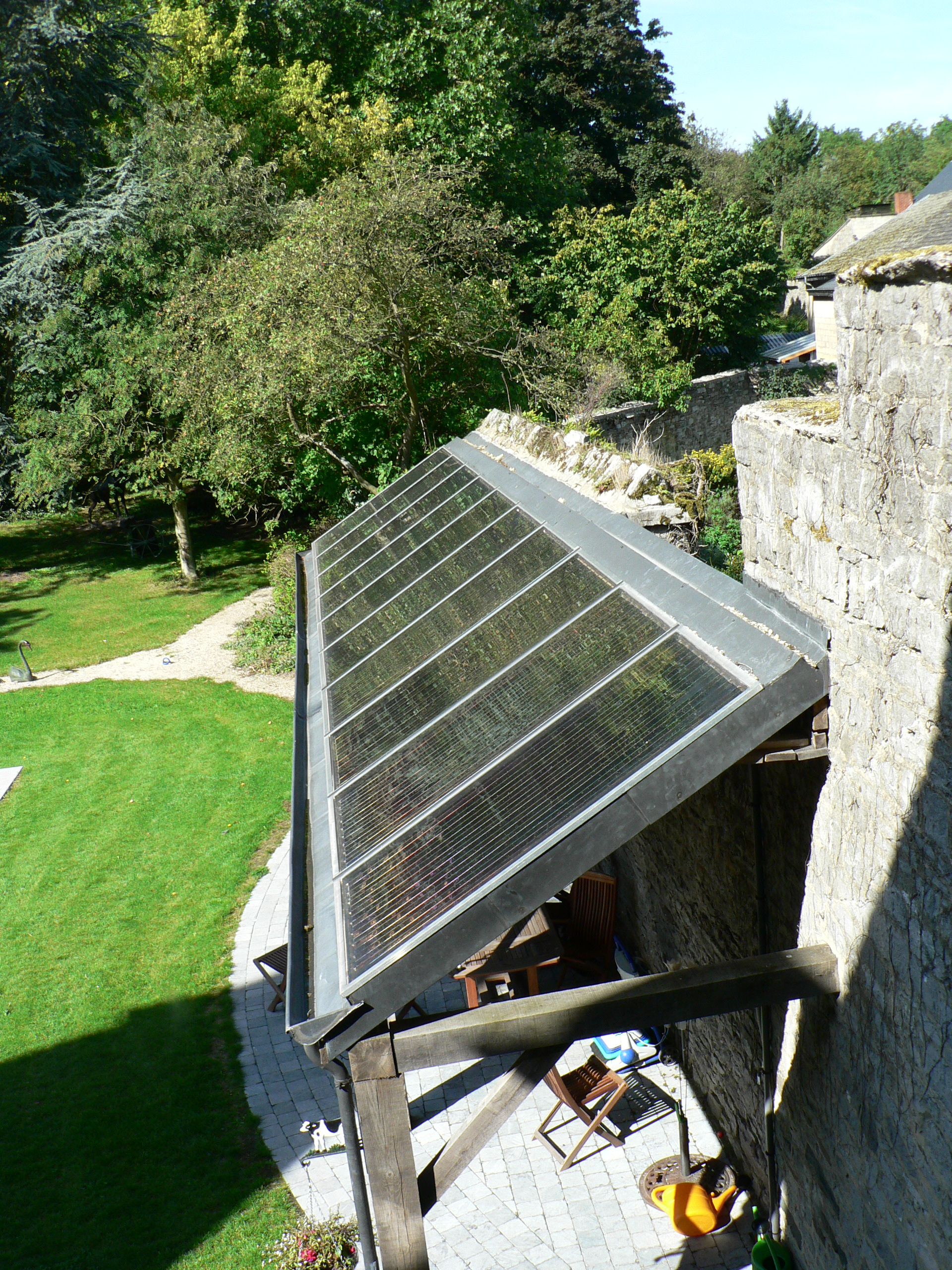
Capteur de chauffage solaire, toit de terrasse.

## Histoire
La domestication du feu par Homo erectus est attestée à partir d’environ −450 000 ans, notamment dans les sites de Menez Dregan à Plouhinec en Bretagne, de Bilzingsleben en Allemagne ou de Vértesszőlős en Hongrie et plus récemment de Terra Amata près de Nice. Une équipe israélienne fait remonter les plus anciennes traces de la domestication du feu à −790 000 ans sur le site du Gesher Benot Ya'aqov au bord du Jourdain.
On a probablement d'abord utilisé comme combustible le bois, les mousses et autres végétaux secs. En cas de pénurie ou de rareté du bois, les déjections d'animaux herbivores ont pu le remplacer (comme durant la Révolution française). En Chine, l'exploitation de la houille se fait depuis des temps immémoriaux.
En France, l'usage du bois est encore assez général au XIXe siècle, mais son prix élevé fait progressivement croître la part du coke et la houille dans la consommation.
La cheminée est connue des romains, qui l'utilisent dans les hypocaustes, premier chauffage par le sol, inventé par les Grecs, dont le foyer se trouve en dehors du bâtiment et l'air est injecté sous le plancher. On l'utilise dans les thermes de Gortyne, d'Olympie, de Syracuse, dès 300 av. J.-C. Pour les usages domestiques  , on ne l'utilise pas souvent : il y a dans leurs ruines de Pompéi et Herculanum, absence complète de cheminées, ce qui indique que les Pompéiens comme beaucoup de Napolitains, encore au XIXe siècle, ont recours au brasero, quelquefois mobile, les gaz s’échappant par une tuile omise dans la couverture.
C'est peut-être sous des latitudes plus septentrionales, où le chauffage a plus de justifications, que la cheminée à conduit fait son apparition. Au XIe siècle, les cheminée font définitivement partie de l'architecture. Les premières cheminées n'utilisent que la chaleur rayonnante, causent un appel considérable d'air froid extérieur, ne débarrassent qu'incomplètement de la fumée et ne peuvent chauffer que les personnes placées immédiatement près du foyer. La cheminée sera progressivement améliorée mais ne sera jamais un organe de chauffe bien performant.

### XVIIesiècle
En 1619 paraît le premier ouvrage complet sur les poêles, publié par Franz Kessler (de). Son travail indique dès cette époque tous les principes du chauffage usités en Allemagne.
En 1624 paraît en France un ouvrage de Louis Savot dans lequel apparaît l'isolement du foyer contre le mur et l'usage des chambres de chaleur. Peu de progrès sont réalisés par la suite dans la conception des cheminées. Les efforts réalisés au XIXe siècle portent sur isolement complet du foyer, la multiplication des surfaces de chauffe et surtout de celles de transmission, l'introduction d'air extérieur préalablement chauffé au contact de la fumée.
En France, beaucoup de maisons rurales à l'époque moderne ne disposent pas de véritable cheminée, souvent elles n'offrent aux occupants qu'un simple foyer installé sur le sol en terre battue. Si le poêle est fréquemment utilisé en Allemagne, il demeure plus rare en France où on lui préfère la cheminée. Cette tendance persiste jusqu'à la fin du XVIIIe siècle, mais à la veille de la Révolution, de plus en plus de foyers optent pour le chauffage au poêle, qui offre l'avantage de ne pas imprégner la maison de l'odeur de la fumée.
À partir du XVIIIe siècle, l'énergie dégagée par le chauffage de l'eau produit des applications motrices dans les machines à vapeur.

### XIXesiècle
Au XIXe siècle, un foyer ordinaire d'appartement peut déterminer par son tirage une évacuation de 800 à 1 000 m3 d'air par heure et malheureusement c'est là le rôle principal des cheminées, la ventilation. En effet cette évacuation d'air à l'extérieur, et par conséquent le refroidissement des pièces, sont d'autant plus considérables que le chauffage fonctionne avec plus d'activité. Rarement les prises d'air extérieur qu'on a ajoutées dans des systèmes de tuyaux plus ou moins contournés sont suffisantes pour alimenter la combustion et pour remplacer l'air ascendant du tuyau de fumée. Ce sont toujours les portes et les fenêtres qui viennent donner le complément d'air indispensable.
En 1847, les combustibles employés dans les foyers des machines à vapeur, etc., sont au nombre de trois principaux : le bois, la tourbe et la houille. On compte donc trois combustibles qui, soumis à la « carbonisation » (en fait une pyrolyse), donnent naissance à trois nouveaux combustibles : le charbon de bois, le charbon de tourbe et le charbon de houille ou coke.
En 1857, l'industrie pétrolière naît en Roumanie, avec la première raffinerie à Ploieşti. Le fioul est progressivement utilisé dans le chauffage, et à partir de 1960, le gaz naturel.
En 1870, les combustibles employés dans le chauffage (avec leurs valeurs calorifiques par kilo) sont la houille (8 000 calories), les briquettes de houille agglomérées (8 000 calories), le coke des usines à gaz (7 000 à 7 500 calories), la tannée en motte (produit résiduel, sorte de sciure provenant de la préparation des cuirs au tannage végétal et qui sert de combustible bon-marché, 5 000 calories), le bois sec (3 500 calories) ou ordinaire (3 000 calories), le charbon de bois (6 000 calories), le gaz d'éclairage (gaz de houille) (6 000 calories par mètre cube), l'huile de pétrole (8 000 calories).

### XXesiècle
Le début du XXe siècle est marqué par la maîtrise des techniques de la vapeur et les premières chaudières vapeur viennent équiper les immeubles d'habitation.
Les débuts des chauffe-eaux solaires peuvent être retracés jusqu'au XIXe siècle, avec l'un des premiers modèles conçus par l'inventeur américain Clarence Kemp en 1891. Ce pionnier a introduit son dispositif innovant, nommé "Climax", qui exploitait un réservoir recouvert de peinture noire pour capter la chaleur solaire et réchauffer l'eau. Au fil des années, les chercheurs et les inventeurs ont apporté des améliorations à cette technologie en développant des méthodes de circulation de l'eau plus efficaces et en utilisant des matériaux absorbants à la pointe de la performance[réf. nécessaire].
Les systèmes de chauffage central (à eau chaude) remplaceront petit à petit les chauffages utilisant la vapeur.
Le tout premier radiateur électrique date de 1912 et est fabriqué en Allemagne par le fabricant Werkstätten Bernhard Stadler Paderborn. Il est aujourd'hui exposé au Musée Wolfsonian-FIU Museum à Miami.
Dans les années 1960, le chauffage électrique fait également son apparition. D'abord très énergivore avec les convecteurs électriques, il se développe rapidement, et les fabricants imaginent des appareils dont la technologie est de plus en plus perfectionnée. C'est le cas du chauffage électrique à inertie qui s'inspire de la nature, le cœur de chauffe (en céramique, en fonte...) est chauffé et accumule la chaleur. Le radiateur à inertie chauffe donc par rayonnement en diffusant la chaleur accumulée. Contrairement au convecteur électrique, le chauffage électrique à inertie permet de chauffer de manière assez stable.
Le choc pétrolier, permettra aux énergies renouvelables, et notamment au solaire thermique de se développer fortement entre 1973 et 1985.
La rareté et le coût des énergies fossiles font que des systèmes de chauffage intégrant les énergies gratuites ou renouvelables comme le solaire, la géothermie, font une apparition marquée au début de notre XXIe siècle. La nécessité de réduire la consommation d'énergie émettant des polluants, et notamment du CO2, est reliée à la conservation des ressources de la planète pour les générations futures. La notion de développement durable apparaît alors. La France investit aussi beaucoup dans les technologies de chauffage ; des constructeurs français investissent par exemple dans le procédé de chauffage aux granulés de bois.

### XXIesiècle
Dans les années 2000, les législations européennes tendent à évoluer pour imposer le développement du marché du répartiteur de frais de chauffage.

## Quelques données

### Réglementation
La réglementation française demande que les systèmes de chauffage des logements puissent permettre d'atteindre en moyenne 18 °C, mais que le chauffage soit éteint au-delà de 19 °C,. La même limite supérieure de 19 °C est applicable pour la plupart des locaux autres que les logements, tels que les bureaux et les établissements recevant du public, à l'exception de cas particuliers (entre autres, limite de température plus basse dans les gymnases, mais plus haute dans les établissements sanitaires et hospitaliers),.

### Données énergétiques
Si une habitation a besoin de 10 000 kWh/an de chauffage annuel et que le système de chauffage a un rendement global de 80 %, alors elle consommera :
10 000 kWh/an / 80 % = 12 500 kWh/an en énergie finale.
La consommation totale d'énergie finale, avant transformation, pour le chauffage des ménages en France est d'environ 35 Mtep en 2002.
L'influence du climat sur les besoins en chauffage s'évalue au moyen des degrés-jours unifiés.

## Sources d'énergie
Un système de chauffage fonctionne à partir d'une source d'énergie primaire ou d'électricité (énergie secondaire). L'énergie consommée et comptabilisée à la pompe (pompe à fioul, stère de bois, compteur d'électricité, compteur de gaz) s'appelle « énergie finale ».
Les sources d'énergie peuvent être d'origine fossile (fioul, charbon, gaz naturel, GPL, etc.), nucléaires ou renouvelables (bois énergie, énergie solaire, géothermie, barrages hydrauliques, etc.).
L'énergie utilisée pour le chauffage provient généralement de combustibles solides (houille, chauffage au charbon, bois, chauffage au bois, tourbe, charbon de tourbe), de combustibles liquides (fioul), de combustibles gazeux (biomasse, chauffage au gaz), d'électricité (chauffage électrique, climatisation, électrothermie), d'énergie solaire (capteur solaire thermique, accumulateur solaire, chauffage solaire), de géothermie ou d'un dispositif thermodynamique (pompe à chaleur).
Chaque énergie possède ses particularités en matière de stockage, de transport et d'appareil de chauffage (chaudière ou chauffe-eau, brûleur, corps de chauffe, etc.), ainsi qu'en matière de précautions incendie et sanitaires.

## Structure d'un système de chauffage
Un système de chauffage comprend nécessairement :
- une source de chaleur : la source de chaleur se trouve nécessairement à une température supérieure à la température de l'objet, du matériau ou l'espace à chauffer, sauf dans le cas des pompes à chaleur ;
- un émetteur de chaleur : l'émetteur de chaleur permet l'échange de l'énergie thermique entre la source de chaleur et l'objet, le matériau ou l'espace à chauffer. Cet émetteur peut être statique comme un radiateur, un convecteur, un plancher chauffant ou dynamique comme un ventilo-convecteur, une centrale de traitement d'air, un aérotherme.

Dans le premier cas, l'émetteur transmet sa chaleur par convection et/ou rayonnement. Dans le deuxième cas, c'est un ventilateur qui pulse l'air au travers d'une batterie chaude et qui transmet la chaleur au milieu ambiant par recyclage et mouvement d'air.
Ces deux éléments peuvent éventuellement être confondus (par exemple, une flamme est source de chaleur ; elle émet aussi directement cette chaleur sous forme de rayonnement. Autre exemple, un convecteur électrique produit et transmet sa chaleur.
Un système de chauffage peut aussi comprendre :
- un système de stockage de la chaleur ;
- un ou plusieurs systèmes de transport de la chaleur : le transport de la chaleur est réalisé le plus souvent au moyen d'un fluide présentant une capacité calorifique élevée, appelé fluide caloporteur.

La relation entre la température extérieure et la température intérieure est donnée par une courbe de chauffe ou loi d'eau. Certaines installations se règlent au travers d'une courbe de chauffe, qui permet à partir de la température extérieure de définir la température de chauffe. Dans le cas fréquent ou le caloporteur est l'eau, la courbe de chauffe est en général appelée loi d'eau.
| Pour des raisons techniques, il est temporairement impossible d'afficher le graphique qui aurait dû être présenté ici. |

Exemples de courbes de chauffe.

## Système

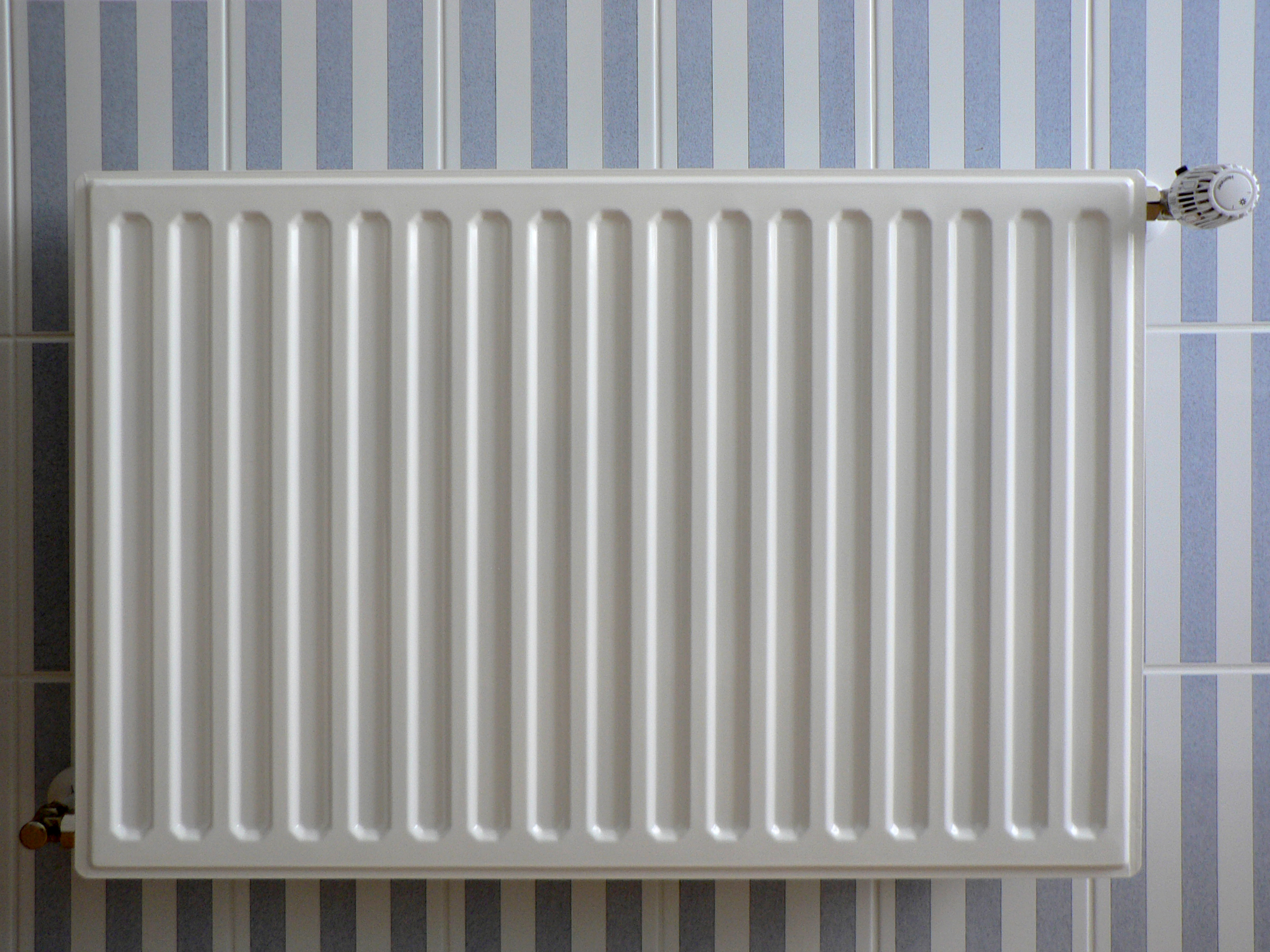
Radiateur de chauffage central.

Le chauffage d'ambiance est destiné à assurer une température déterminée ou le confort dans un lieu clos ou ouvert. Plusieurs systèmes de chauffage existent.

### Chauffage individuel ou collectif
Le chauffage, qu'il soit individuel ou collectif, est un élément essentiel pour assurer le confort thermique dans les bâtiments résidentiels et commerciaux. Les deux types de chauffage présentent des avantages et des inconvénients, et le choix entre les deux dépend souvent des préférences des occupants, du type de bâtiment et de considérations économiques et environnementales.

#### Chauffage individuel
Le chauffage individuel permet à chaque logement ou local commercial de disposer de sa propre installation de chauffage, indépendante des autres unités du bâtiment. Les sources de chaleur peuvent être variées, telles que des chaudières à gaz, des pompes à chaleur, des radiateurs électriques ou des poêles à bois.
Avantages :
- contrôle individuel de la température pour chaque logement, permettant une gestion personnalisée de la consommation énergétique ;
- facturation séparée de l'énergie consommée, assurant que chaque occupant paie uniquement pour sa propre consommation ;
- flexibilité dans le choix du type de chauffage et la possibilité de passer à des sources d'énergie plus écologiques ou économiques.

Inconvénients :
- coûts d'installation et d'entretien élevés pour chaque logement, en particulier pour les systèmes de chauffage central ;
- risque de variations de performance et d'efficacité énergétique entre les différentes installations ;
- moins adapté aux bâtiments à faible isolation thermique, où les pertes de chaleur peuvent être importantes.

##### Chauffage collectif
Le chauffage collectif est un système de chauffage centralisé qui dessert l'ensemble d'un bâtiment ou d'un ensemble de bâtiments, tels que des immeubles d'appartements ou des complexes résidentiels. Les sources de chaleur peuvent inclure des chaudières à gaz, des chaufferies à biomasse ou des centrales de cogénération.
Avantages :
- réduction des coûts d'installation et d'entretien grâce à une seule installation centralisée ;
- efficacité énergétique accrue due à la production centralisée de chaleur et à la réduction des pertes de chaleur ;
- possibilité d'intégrer des sources d'énergie renouvelable à grande échelle, telles que la géothermie, la biomasse ou la récupération de chaleur.

Inconvénients :
- moins de contrôle individuel sur la température et la consommation d'énergie ;
- répartition des coûts de chauffage entre les occupants, qui peut ne pas refléter la consommation réelle de chaque logement ;
- nécessité d'une gestion et d'une maintenance centralisées, pouvant entraîner des problèmes de coordination et de responsabilité.

### Chauffage central ou décentralisé
- Chauffage central : on parle de chauffage central lorsque l'on chauffe plusieurs pièces d'un immeuble ou d'une maison à partir d'un seul point de cet immeuble grâce à un générateur de chaleur, la chaudière.
- Chauffage décentralisé ou chauffage local : contrairement au chauffage central, un système ou les fonctions de génération et d'émission sont assurées conjointement au sein de chaque appareil. Il n'y a pas de fluide caloporteur, pas de réseau permettant d'acheminer ce fluide et donc pas de fonction de distribution.

### Mode de transfert thermique
- Convection : transfert thermique qui implique un déplacement de matière dans le milieu.
- Conduction : transfert thermique provoqué par une différence de température entre deux régions d'un même milieu ou entre deux milieux en contact sans déplacement appréciable de matière.
- Rayonnement : synonyme de radiation en physique, processus d'émission ou de transmission d'énergie impliquant une particule porteuse.

### Fluide caloporteur
Le fluide caloporteur peut être :
- l'eau chaude : l'eau réchauffée (l'installation comporte un générateur de chaleur (chaudière ou bouilleur, une distribution d'eau et des émetteurs de chaleur) ;
- l'air pulsé : l'air ambiant réchauffé (l'installation comporte un générateur d'air chaud et le plus souvent une distribution de cet air chaud) ;
- un fluide caloporteur : en général une huile (réservé aux très grosses installations et en général au transport de la chaleur entre la production centralisée et des sous-stations qui sont des interfaces entre un réseau de production dit « primaire » et un réseau de distribution jusqu'aux émetteurs de chaleur dit « secondaire »).

## Économie
Pour suivre l'actualité des prix de l'énergie, le ministère français de la Transition écologique met à disposition les données mensuelles de l’énergie.
| Pour des raisons techniques, il est temporairement impossible d'afficher le graphique qui aurait dû être présenté ici. |

## Contrôle d'humidité
Le système de chauffage permet aussi de contrôler le taux d'humidité de l'air dans un bâtiment.
Contrairement à certaines croyances, le taux d'humidité de l'air n'est pas dépendant du type de chauffage installé, c'est-à-dire des types d'unités servant à chauffer l'air ambiant tels des radiateurs à vapeur, radiateurs à eau chaude ou radiateurs électriques, ainsi que des matériaux que composent les murs, ou qui se retrouvent dans le bâtiment. Ce taux d'humidité dépend principalement de trois phénomènes :
- les sources intérieures de vapeur d'eau (cuisine, vapeur d'eau chaude dans les salles de bain) ;
- l'augmentation de la température de l'air ambiant selon ce principe physique : lorsqu'il y a augmentation de la température de l'air, le taux d’hygrométrie (taux d'humidité relative) diminue ;
- un autre phénomène, responsable de la diminution du taux d'humidité est lié à la vitesse de renouvellement de l'air, due à l’entrée de l'air extérieur au travers des parois et ouvertures du bâtiment et à la présence d'une éventuelle ventilation mécanique contrôlée (VMC). Sans VMC, ce taux de renouvellement sera d'autant plus grand que le différentiel des températures de l'air extérieur et intérieur du bâtiment est élevé (par convection thermique).

D'ailleurs, c'est avec ce taux de renouvellement et la vitesse à laquelle ce changement se produit que l'on peut calculer le volume d'air extérieur qui s'infiltre dans le bâtiment.
Pour assurer un taux constant d'humidité dans le bâtiment, il peut être utile d'installer un système d'injection de vapeur d'eau, soit par vaporisation ou par évaporation ou sous la forme de vapeur. Il est important d'utiliser une bonne qualité d'eau, car les impuretés se retrouveront inévitablement dans l'air ambiant. Inversement pour abaisser le taux d'humidité intérieur, on peut accroître le débit de la ventilation mécanique contrôlée (VMC) afin d’accélérer l'extraction d'air humide.
Le taux d'humidité idéal doit aussi être défini en fonction de la composition architecturale des murs et de leur résistance thermique, ainsi que la localisation d'éventuels coupe-vapeur.
Si un taux d’hygrométrie trop élevé est maintenu, il se produira une condensation sur les parois froides si leur température est égale ou inférieure à la température du point de rosée. C'est ce que l'on peut souvent observer sur des vitrages mal isolés (non doublés).
Un taux d'humidité trop élevé peut aussi être la cause de ruissellements d'eau, pris à tort comme ayant pour origine une fuite dans un toit, mais qui sont en réalité dus à la condensation qui se produit dans les combles ou sur des murs froids à partir de l'humidité excessive contenue dans l'atmosphère interne du bâtiment. De la même façon, il se produit parfois une condensation sur les vitres d'une pièce.
L'apparition de champignons à la surface d'un mur extérieur peut aussi être causée par l'humidité interne du bâtiment. Ainsi, il est utile de prendre garde à réguler le taux d'humidité de l'air contenu dans un bâtiment si l'on veut se prémunir des dommages observés dans les bâtiments (principalement rénovés) que leurs constructeurs n'ont pas équipés suivant les précautions d'usages afin d'y maintenir un taux d'humidité adéquat.

## Impact environnemental et nuisances

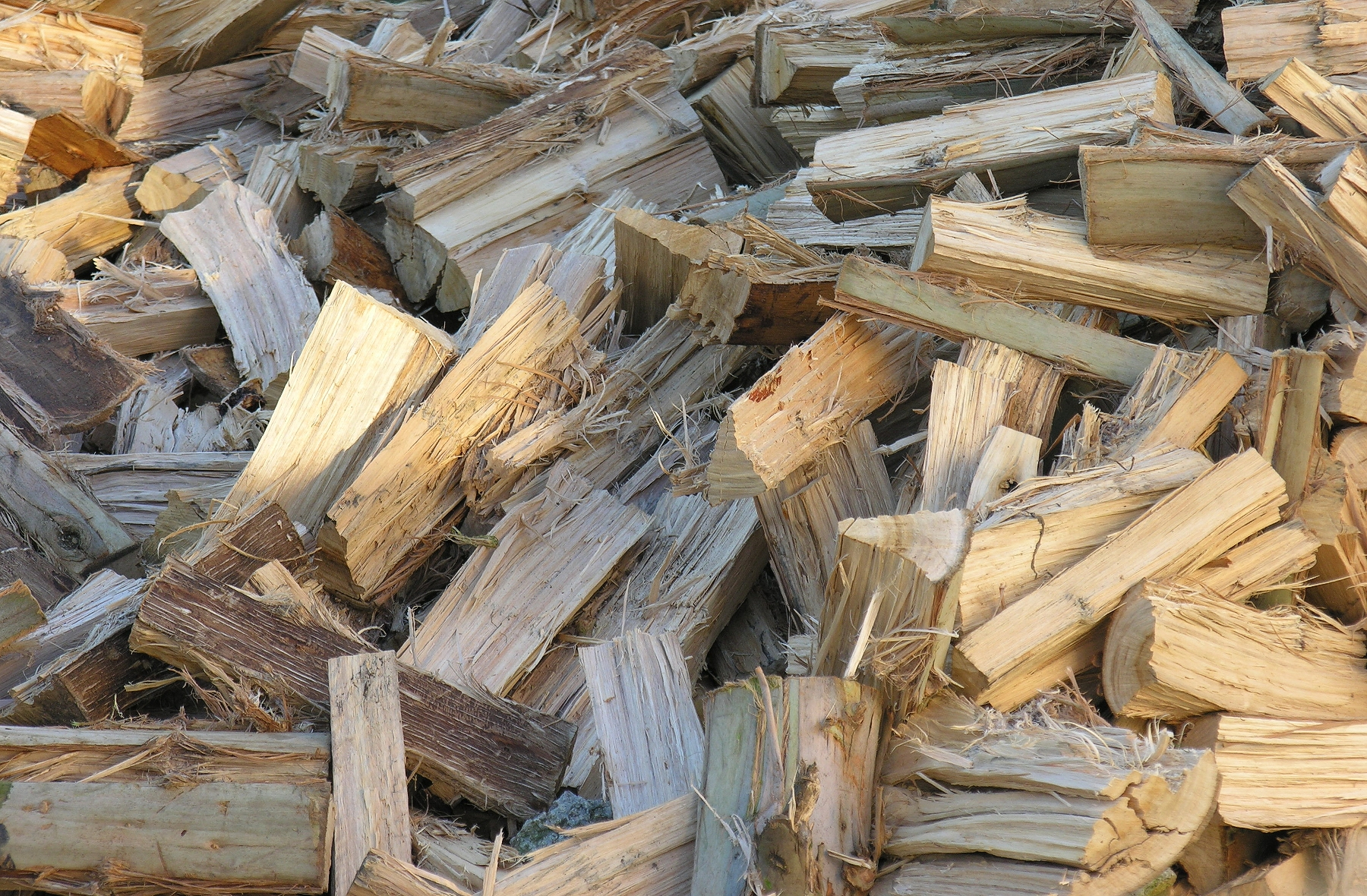
Bois sous forme de bûches pour chauffage. Le bois énergie est un type de bioénergie utilisant la biomasse.

### Gaz à effet de serre
Le chauffage a un impact environnemental important : les usages « résidentiels et tertiaires » représentaient en 2001 en France 20 % des émissions de gaz à effet de serre (cause du réchauffement climatique) et le chauffage des habitations et lieux de travail représente 75 % de ces 20 %, donc 15 % du total.
Cet impact est en partie sous le contrôle des individus : chacun règle à sa guise la température de son domicile et peut donc décider de limiter son impact personnel. Baisser de 1 °C la température fait baisser la consommation de 7 à 10 %. Les préconisations médicales de 1960 recommandaient une température de 16 à 17 °C dans les bureaux et salles de classe.
Le choix de la source d'énergie de chauffage (par exemple de la proportion de fossile et de renouvelable) influe sur ses conséquences environnementales, notamment sur ses émissions de gaz à effet de serre. Le chauffage électrique, par rapport au gaz, est ainsi légèrement moins émetteur en France (180 gCO2/kWh, contre 195), et trois fois plus émetteur en Europe (500 à 600, contre 195). Mais les logements équipés au gaz consomment plus d’énergie que ceux utilisant de l’électricité pour se chauffer (la consommation de chauffage électrique est de 19 kWh d’énergie finale par mètre carré et par an et de 40 pour le gaz, en logement neuf), si bien que « l’électricité n’est pas plus chère que le gaz ». En France, d'après un expert d'EDF, le chauffage représente 25-30 % de la pointe de consommation électrique journalière et, « Même au moment de la pointe, l’électricité tous usages confondus émet deux fois moins de CO2 que le gaz ».
Enfin, une installation de pompe à chaleur permet de diviser par quatre les consommations électriques associées au chauffage, réduisant significativement les émissions induites.

### Particules fines
Le chauffage n'a pas un impact environnemental seulement sur les émissions de gaz à effet de serre, il peut également avoir un impact sanitaire. C'est notamment le cas des émissions de particules par les modes de chauffage exploitant la combustion de combustibles fossiles ou renouvelables. En France métropolitaine, le chauffage au bois est le principal émetteur de particules fines (PM2,5) et l'émetteur majoritaire de particules très fines (PM1,0), les plus dangereuses pour la santé. Il est également émetteur majoritaire de composés toxiques ou cancérigènes comme les hydrocarbures aromatiques polycycliques (HAP) et le benzène, eux-mêmes véhiculés par ces particules[source insuffisante]. Il fait l'objet d'une attention toute particulière de la part du « Plan particules », intégré dans la deuxième version du Plan national santé-environnement (PNSE 2). Le développement du bois énergie dans le cadre de la promotion des énergies renouvelables fait en effet craindre une aggravation de la pollution par les particules (et ce qu'elles véhiculent). La distinction entre « énergie renouvelable » et « énergie propre » est donc importante.

### Pompes à chaleur et géothermie
Les pompes à chaleur géothermiques de profondeur accélèrent le transfert thermique du sous-sol terrestre vers l'atmosphère via le local chauffé. Excepté cette spécificité, l'ensemble des pompes à chaleur sont une forme de chauffage électrique à rendement amélioré, leur impact environnemental est par conséquent principalement celui de l'énergie primaire utilisée pour produire l'électricité.
La géothermie peut occasionner des pollutions des nappes phréatiques en cas de fuite ou rupture des tuyaux contenant les fluides de transfert thermique.

### Nuisances sonores
Lorsque les appareils de chauffage (type pompe à chaleur par exemple) sont installées dehors, elles peuvent causer une pollution sonore gênante pour soi-même ou pour le voisinage. La pompe Viessmann citée ci-dessus fait 70 dB en sortie, d'autres annoncent des chiffres variés, souvent dans des conditions différentes : à 1 m, à 5 m, à 10 m. Il faut tenir compte du fait que la pompe fonctionnera nuit et jour, par intermittence, et que de nuit même 40 dB sont une nuisance. Elle émet aussi des sons à basse fréquence (ventilateurs) qui peuvent franchir isolations et doubles vitrages. Enfin, le niveau de bruit réel peut être très différent de la valeur catalogue.